# Moldova (rijeka)
Moldova je rijeka u Rumunjskoj u povijesnoj regiji Moldavija. Rijeka Moldova izvire u Bukovini, teče 237 km i ulijeva se u rijeku Siret u blizini rumunjskog grada Roman.